# Kościół Najświętszego Serca Pana Jezusa w Rudzie Śląskiej
Kościół Najświętszego Serca Pana Jezusa – rzymskokatolicki kościół parafialny należący do dekanatu Kochłowice archidiecezji katowickiej. Znajduje się w Bykowinie, dzielnicy Rudy Śląskiej.
Świątynia została zaprojektowana przez budowniczego diecezjalnego Jana Affę. Kościół został zbudowany w ciągu czterech miesięcy 1935 roku. Świątynia została wzniesiona na najwyższym okolicznym wzniesieniu – na tzw. „skałce” (296 m n.p.m.). Budowla jest trzynawowa, pseudohalowa, posiada korpus nawowy czteroprzęsłowy. Nawy są oddzielone prostymi murowanymi filarami na planie kwadratu podtrzymującymi w drugiej kondygnacji chóry boczne. W partii zachodniej na całej szerokości korpusu nawowego znajduje się murowany chór muzyczny, podtrzymywany przez cztery słupy, łączący się z chórami bocznymi. Chóry mają prostą balustradę od dołu i góry wzbogaconą profilowaniem. Ściany nawy i prezbiterium są zwieńczone prostym gzymsem koronującym. Cała świątynia posiada formę surowej bryły wybudowanej na zasadzie dodawania form kubicznych. Elewacje są otynkowane i posiadają bardzo skromny detal architektoniczny w kształcie cokołu obłożonego kamieniem łamanym i profilowanego gzymsu wieńczącego. Fasada jest ściśle symetryczna i dośrodkowa, na jej osi jest umieszczona dominująca wieża. Świątynia została wzniesiona w stylu modernistycznym.